# Glòria Escala i Romeu
Glòria Escala i Romeu és una dibuixant i historiadora de l'art, nascuda a la Pobla de Claramunt el 1968. Formada a Barcelona a la Facultat de Belles Arts, es doctorà a la UB en Història de l'Art (1998).
A part de la seva tasca d'artista -ha fet exposicions, l'auca dels Reis d'Orient (Igualada 1991) i il·lustrà el llibre La Tradició remeiera a l'Anoia : infusions, ungüents, creences i tabús (1989)- s'ha dedicat a l'ensenyament a l'escola de Belles Arts d'Igualada.
Ha publicat a la "Revista de Catalunya" treballs de recerca sovint sobre artistes interessants poc estudiats fins ara: A l'ombra de Nonell : Joaquim Biosca i Vila (1882-1932) (1999), Josep Simont : cronista d'una Europa històrica (2000), L'herència d'Alphonse Mucha a Catalunya : Gaspar Camps i Junyent (Igualada 1874-Barcelona 1942) (2003), L'artista Jaume Pahissa i Laporta (Barcelona 1846-1928) (2006), Miquel Fluyxench i Trill (1822-1894), un pintor romàntic (2005) o L'Exposició de Nonell al Faianç Català, 1910 (2009). Investigà sobre l'aleshores desconeguda activitat del col·leccionista José Lázaro Galdiano com a crític (Lázaro, crítico de arte en "La Vanguardia", Revista "Goya", Madrid, núm. 300, 1997).
També s'ha dedicat a la figura de El dibuixant Francesc Sardà i Ladico: (Barcelona, 1877-1912) ("Locus Amoenus, Universitat Autònoma de Barcelona, 2006). Dedicà la seva tesi a l'aspecte de cronista gràfic del dibuixant i pintor realista Josep Lluís Pellicer, sobre qui ha publicat diversos treballs a la mateixa "Revista de Catalunya" (Josep Lluís Pellicer : l'impressionisme i la pintura realista a Catalunya, 2000) o a "L'Avenç" (Josep Lluís Pellicer : dibuixant (1842-1901), 2002).
Ha publicat els llibres El dibuixant Josep Simont i Guillén (1875-1968), reporter gràfic de la I Guerra Mundial, (Barcelona : Rafael Dalmau, 2002) i Gaspar Camps (Barcelona : Infiesta, 2004), i ha col·laborat en l'obra El Modernisme, dirigida per Francesc Fontbona (Barcelona: L'Isard 2002-2004), al volum El dibuix a Catalunya (Barcelona: Pòrtic 2004) o al catàleg de la col·lecció Carmen Thyssen-Bornemisza.
Des de fa anys es dedica a l'estudi monogràfic d'Isidre Nonell, del que està elaborant el catàleg raonat de la seva obra, i mentrestant ha comissariat les exposicions Isidro Nonell : antológica a Saragossa (Ibercaja, 2007) i Nonell : figures i espais a Girona (Fundació Caixa Girona, 2009).

## Font
- CCUC
- "La Vanguardia" "Gloria Escala"
- Revista "Goya" «Lázaro, crítico de arte en la Vanguardia». Arxivat de l'original el 2011-11-16. [Consulta: 7 abril 2010].